# Fabio Calabria
Pour les articles homonymes, voir Calabria.
Fabio Calabria, né le 27 aout 1987 à Canberra, est un coureur cycliste australien.

## Palmarès sur route
- 2007
  - 3e du Gran Premio Cementizillo

## Classements mondiaux
| Année            | 2014 |
| ---------------- | ---- |
| UCI America Tour | 387e |

## Palmarès sur piste

### Championnats d'Australie
- 2005
  - 3e du scratch juniors